# Toby Jones
Toby Jones, all'anagrafe Tobias Edward Heslewood Jones (Londra, 7 settembre 1966) è un attore britannico.

## Biografia
Figlio dell'attore Freddie Jones e dell'attrice Jeanne Heslewood, ha studiato alla Abingdon School di Oxfordshire, al fianco di Tom Hollander e dei membri dei Radiohead. Ha due fratelli, Rupert, regista, e Casper, attore. Debutta con un piccolo ruolo nel film del 1992 Orlando. Negli anni seguenti ha ottenuto ruoli di supporto in film come I miserabili, Giovanna d'Arco, Neverland - Un sogno per la vita. Ha studiato alla Scuola internazionale di teatro Jacques Lecoq di Parigi sotto la supervisione di Jacques Lecoq e lavorato a teatro in alcune commedie dirette da Kenneth Branagh; nel 2003 per il lavoro a Broadway ottiene una candidatura ai Tony Award.
Nel 2002 doppia il personaggio dell'elfo domestico Dobby nei film Harry Potter e la camera dei segreti e Harry Potter e i Doni della Morte - Parte 1, mentre nel 2006 interpreta Truman Capote nel biopic Infamous - Una pessima reputazione, a tutt'oggi il suo ruolo più noto, che gli fa vincere un London Critics Circle Film Awards. I Marvel Studios l'hanno ingaggiato per il ruolo del villain Arnim Zola nei film Captain America - Il primo Vendicatore e Captain America: The Winter Soldier, ruolo che riprende anche nell'ultimo episodio della serie televisiva Agent Carter. Nel 2012 recita in Berberian Sound Studio di Peter Strickland, ruolo che gli vale un premio al British Independent Film Awards 2012 come miglior attore.
Nel 2015 partecipa alla produzione internazionale de Il racconto dei racconti - Tale of Tales, diretto da Matteo Garrone e ispirato dalla raccolta Lo cunto de li cunti di Giambattista Basile. Nel 2018 interpreta il banditore di dinosauri Gunnar Eversoll nel film Jurassic World - Il regno distrutto. Nel 2023 dà il volto all'amico di Indiana Jones Basil Shaw nel film Indiana Jones e il quadrante del destino.

## Filmografia

### Attore

#### Cinema
- Orlando, regia di Sally Potter (1992)
- Naked - Nudo (Naked), regia di Mike Leigh (1993)
- I miserabili (Les Misérables), regia di Bille August (1998)
- La cugina Bette (Cousin Bette), regia di Des McAnuff (1998)
- La leggenda di un amore - Cinderella (EverAfter), regia di Andy Tennant (1998)
- Simon Magus, regia di Ben Hopkins (1999)
- Giovanna d'Arco (The Messenger: The Story of Joan of Arc), regia di Luc Besson (1999)
- The Nine Lives of Tomas Katz, regia di Ben Hopkins (2000)
- Hotel Splendide, regia di Terence Gross (2000)
- Ladies in Lavender, regia di Charles Dance (2004)
- Neverland - Un sogno per la vita (Finding Neverland), regia di Marc Forster (2004)
- Lady Henderson presenta (Mrs Henderson Presents), regia di Stephen Frears (2005)
- Scoop, regia di Woody Allen (2006)
- Infamous - Una pessima reputazione (Infamous), regia di Douglas McGrath (2006)
- Amazing Grace, regia di Michael Apted (2006)
- The Sickie, regia di Rupert Jones - cortometraggio (2006)
- Il velo dipinto (The Painted Veil), regia di John Curran (2006)
- Nightwatching, regia di Peter Greenaway (2007)
- The Mist, regia di Frank Darabont (2007)
- St. Trinian's, regia di Oliver Parker e Barnaby Thompson (2007)
- Ember - Il mistero della città di luce (City of Ember), regia di Gil Kenan (2008)
- Frost/Nixon - Il duello (Frost/Nixon), regia di Ron Howard (2008)
- W., regia di Oliver Stone (2008)
- Creation, regia di Jon Amiel (2009)
- St.Trinian's 2 - La leggenda del tesoro segreto (St Trinian's 2 - The Legend of Fritton's Gold), regia di Oliver Parker e Barnaby Thompson (2009)
- Sex & Drugs & Rock & Roll, regia di Mat Whitecross (2010)
- Virginia, regia di Dustin Lance Black (2010)
- Il rito (The Rite), regia di Mikael Håfström (2011)
- Sua Maestà (Your Highness), regia di David Gordon Green (2011)
- Captain America - Il primo Vendicatore (Captain America: The First Avenger), regia di Joe Johnston (2011)
- La talpa (Tinker Tailor Soldier Spy), regia di Tomas Alfredson (2011)
- Marilyn (My Week with Marilyn), regia di Simon Curtis (2011)
- Le avventure di Tintin - Il segreto dell'Unicorno (The Adventures of Tintin), regia di Steven Spielberg (2011)
- Red Lights, regia di Rodrigo Cortés (2012)
- Hunger Games (The Hunger Games), regia di Gary Ross (2012)
- Biancaneve e il cacciatore (Snow White and the Huntsman), regia di Rupert Sanders (2012)
- Berberian Sound Studio, regia di Peter Strickland (2012)
- Leave to Remain, regia di Bruce Goodison (2013)
- Hunger Games - La ragazza di fuoco (The Hunger Games: Catching Fire), regia di Francis Lawrence (2013)
- Muppets 2 - Ricercati (Muppets Most Wanted), regia di James Bobin (2014)
- By the Gun, regia di James Mottern (2014)
- Captain America: The Winter Soldier, regia di Anthony e Joe Russo (2014)
- Una folle passione (Serena), regia di Susanne Bier (2014)
- Il racconto dei racconti - Tale of Tales, regia di Matteo Garrone (2015)
- L'uomo che vide l'infinito (The Man Who Knew Infinity), regia di Matthew Brown (2015)
- L'esercito di papà (Dad's Army), regia di Oliver Parker (2016)
- Morgan, regia di Luke Scott (2016)
- Kaleindoscope, regia di Rupert Jones (2016)
- Missione Anthropoid (Anthropoid), regia di Sean Ellis (2016)
- Atomica bionda (Atomic Blonde), regia di David Leitch (2017)
- Happy End, regia di Michael Haneke (2017)
- 1918 - I giorni del coraggio (Journey's End), regia di Saul Dibb (2017)
- L'uomo di neve (The Snowman), regia di Tomas Alfredson (2017)
- Zoo - Un amico da salvare (Zoo), regia di Colin McIvor (2017)
- Normandie nue, regia di Philippe Le Guay (2018)
- Jurassic World - Il regno distrutto (Jurassic World: Fallen Kingdom), regia di Juan Antonio Bayona (2018)
- Out of Blue - Indagine pericolosa (Out of Blue), regia di Carol Morley (2018)
- First Cow, regia di Kelly Reichardt (2019)
- Il suo ultimo desiderio (The Last Thing He Wanted), regia di Dee Rees (2020)
- Archive, regia di Gavin Rothery (2020)
- Infinite, regia di Antoine Fuqua (2021)
- Un bambino chiamato Natale (A Boy Called Christmas), regia di Gil Kenan (2021)
- Il visionario mondo di Louis Wain (The Electrical Life of Louis Wain), regia di Will Sharpe (2021)
- Empire of Light, regia di Sam Mendes (2022)
- Il prodigio (The Wonder), regia di Sebastián Lelio (2022)
- The Pale Blue Eye - I delitti di West Point (The Pale Blue Eye), regia di Scott Cooper (2022)
- Tetris, regia di Jon S. Baird (2023)
- Indiana Jones e il quadrante del destino (Indiana Jones and the Dial of Destiny), regia di James Mangold (2023)
- The Instigators, regia di Doug Liman (2024)

#### Televisione
- Lovejoy – serie TV, episodio 5x01 (1993)
- Cadfael - I misteri dell'abbazia (Cadfael) – serie TV, episodio 1x02 (1994)
- Death of a Salesman, regia di David Thacker – film TV (1996)
- Out of Hours – miniserie TV (1998)
- Aristocrats – miniserie TV, 4 puntate (1999)
- Underground, regia di Peter Webber – film TV (1999)
- L'ispettore Barnaby (Midsomer Murders) – serie TV, 4 episodi (1999-2000)
- Victoria & Albert, regia di John Erman – film TV (2001)
- The Way We Live Now – miniserie TV, episodio 1x04 (2001)
- Love or Money, regia di Martyn Friend – film TV (2001)
- 15 Storeys High – serie TV, episodio 1x04 (2002)
- Coming Up – serie TV, episodio 3x01 (2005)
- Elizabeth I – miniserie TV, 2 puntate (2005)
- A Harlot's Progress, regia di Justin Hardy – film TV (2006)
- The Last Detective – serie TV, episodio 4x03 (2007)
- The Old Curiosity Shop, regia di Brian Percival – film TV (2007)
- Mo, regia di Philip Martin – film TV (2010)
- Doctor Who – serie TV, episodio 5x07 (2010)
- Poirot (Agatha Christie's Poirot) – serie TV, episodio 12x04 (2010)
- God in America – serie TV, episodio 1x01 (2010)
- Christopher and His Kind, regia di Geoffrey Sax – film TV (2011)
- Titanic, regia di Jon Jones – miniserie TV, 4 puntate (2012)
- The Girl - La diva di Hitchcock (The Girl), regia di Julian Jarrold – film TV (2012)
- Detectorists – serie TV, 19 episodi (2014-2017)
- Agent Carter – serie TV, episodio 1x08 (2015)
- Capital - Pepys Road – miniserie TV, 4 puntate (2015)
- Wayward Pines – serie TV, 15 episodi (2015-2016)
- Testimone d'accusa (The Witness for the Prosecution) - miniserie TV, 2 puntate (2016)
- Sherlock - serie TV, episodio 4x02 (2017)
- Harry Potter 20º anniversario - Ritorno a Hogwarts (Harry Potter 20th Anniversary: Return to Hogwarts), regia di Eran Creevy, Joe Pearlman, Giorgio Testi - film TV (2022)
- The English - miniserie TV, puntata 1 (2022)
- The Long Shadow, regia di Lewis Arnold – miniserie TV, 5 puntate (2023)
- Mr Bates vs The Post Office, regia di James Strong – miniserie TV (2024)
- MobLand – serie TV, episodi 1x08-1x09-1x10 (2025)

### Doppiatore
- Harry Potter e la camera dei segreti (Harry Potter and the Chamber of Secrets), regia di Chris Columbus (2002)
- Harry Potter e i Doni della Morte - Parte 1 (Harry Potter and the Deathly Hallows: Part 1), regia di David Yates (2010)
- Alice attraverso lo specchio (Alice Through the Looking Glass), regia di James Bobin (2016)
- Ritorno al Bosco dei 100 Acri (Christopher Robin), regia di Marc Forster (2018)
- Dark Crystal - La resistenza (The Dark Crystal: Age of Resistance) – serie TV, 6 episodi (2019)
- What If...? – serie animata (2021)

## Teatro (parziale)
- Re Lear di William Shakespeare, regia di Jude Kelly. Hackney Empire di Londra, Yorkshire Playhouse di Leeds (1995)
- Pericle, principe di Tiro di William Shakespeare, regia di Phyllida Lloyd. National Theatre di Londra (1995)
- Sogno di una notte di mezza estate di William Shakespeare, regia di Jonathan Miller. Almeida Theatre di Londra (1997)
- The Play What I Wrote di Hamish McColl, Sean Foley e Eddie Braben, regia di Kenneth Branagh. Wyndham's Theatre di Londra (2001), Lyceum Theatre di Broadway (2003)
- Circle Mirror Transformation di Annie Baker, regia di James Macdonald. Royal Court Theatre di Londra (2013)
- Il compleanno di Harold Pinter, regia di Jamie Lloyd. Harold Pinter Theatre di Londra (2018)
- Zio Vanja di Anton Čechov, regia di Ian Rickson. Harold Pinter Theatre di Londra (2020)

## Riconoscimenti
- Golden Globe
  - 2013 – Candidatura per il miglior attore in una mini-serie o film per la televisione per The Girl – La diva di Hitchcock
- British Academy of Film and Television Arts
  - 2013 – Candidatura per il miglior attore televisivo per The Girl – La diva di Hitchcock
  - 2015 – Candidatura per il miglior attore televisivo per Marvellous
  - 2016 – Candidatura per la miglior performance comica per Detectorists
  - 2018 – Miglior performance comica per Detectorists
- Premio Emmy
  - 2013 – Candidatura per il miglior attore protagonista in una miniserie o film TV per The Girl – La diva
- Premio Laurence Olivier
  - 2002 – Miglior attore non protagonista per The Play What I Wrote
  - 2020 – Candidatura per il miglior attore per Zio Vanja
- London Critics Circle Film Awards
  - 2007 – Attore britannico dell'anno per Infamous – Una pessima reputazione
  - 2008 – Candidatura per il miglior attore britannico non protagonista per Il velo dipinto
  - 2009 – Candidatura per il miglior attore britannico non protagonista per Frost/Nixon – Il duello e W.
  - 2013 – Attore britannico dell'anno per Berberian Sound Studio

## Doppiatori italiani
Nelle versioni in italiano delle opere in cui ha recitato, Toby Jones è stato doppiato da:
- Roberto Stocchi in Simon Magus, Neverland - Un sogno per la vita, Il velo dipinto, The Mist, La talpa, Red Lights, The Girl - La diva di Hitchcock, L'esercito di papà, Missione Anthropoid, Testimone d'accusa, 1918 - I giorni del coraggio, Archive, Tetris
- Marco Guadagno in Il rito, Captain America - Il primo vendicatore, Hunger Games, Hunger Games - La ragazza di fuoco, Captain America: The Winter Soldier, Agent Carter, Morgan, Atomica bionda, L'uomo di neve, Empire of Light, The Pale Blue Eye - I delitti di West Point, Indiana Jones e il quadrante del destino, The Instigators
- Franco Mannella in Ember - Il mistero della città di luce, Marilyn, Titanic, Infinite
- Luca Dal Fabbro in Una folle passione, Il racconto dei racconti - Tale of Tales, Il suo ultimo desiderio, The English
- Marco Mete in Sherlock, L'uomo che vide l'infinito, Un bambino chiamato Natale
- Vladimiro Conti in St. Trinian's, Il prodigio
- Nanni Baldini in Sua Maestà, Harry Potter 20º anniversario - Ritorno a Hogwarts
- Dario Oppido in Biancaneve e il cacciatore, Out of Blue - Indagine pericolosa
- Mino Caprio in Jurassic World - Il regno distrutto, Il visionario mondo di Louis Wain
- Antonio Palumbo in Poirot
- Luigi Ferraro in Doctor Who
- Claudio Insegno in Infamous - Una pessima reputazione
- Luca Graziani in Amazing Grace
- Marco Bresciani in Frost/Nixon - Il duello
- Oliviero Dinelli in W.
- Alberto Bognanni in Creation
- Massimo Marinoni in Berberian Sound Studio
- Teo Bellia in Wayward Pines
- Angelo Maggi in MobLand

Da doppiatore è sostituito da:
- Nanni Baldini in Harry Potter e la camera dei segreti, Harry Potter e i Doni della Morte - Parte 1
- Roberto Stocchi in Le avventure di Tintin - Il segreto dell'Unicorno[2]
- Mino Caprio in Alice attraverso lo specchio
- Massimo Corvo in Ritorno al Bosco dei 100 Acri
- Stefano Oppedisano in Dark Crystal - La resistenza
- Marco Guadagno in What If...?
- Luca Dal Fabbro in Il fantasma di Canterville